# Équilibre de la terreur
Pour les articles homonymes, voir Équilibre de la terreur (homonymie), DMA et MAD.

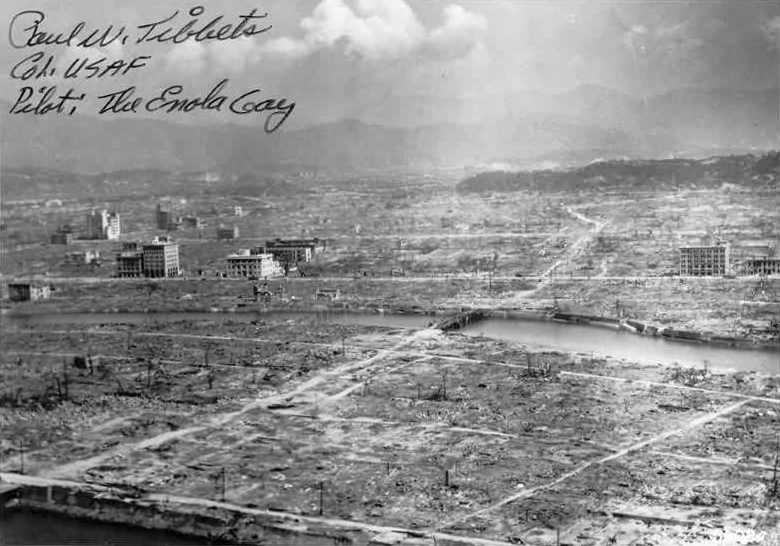
Conséquences de l'explosion de la bombe atomique sur Hiroshima le 6 août 1945.

L’équilibre de la terreur ou destruction mutuelle assurée (DMA, ou MAD en anglais) est une doctrine de stratégie militaire au sujet de la dissuasion nucléaire.
Doctrine élaborée à l'époque de la guerre froide, d'une part par l'Union soviétique (et ses satellites au sein du Pacte de Varsovie), et d'autre part par les États-Unis (et ses alliés au sein de l'OTAN), celle-ci affirme que l'utilisation à grande échelle de l'arme nucléaire par l'un des deux protagonistes provoquerait à coup sûr la destruction des deux camps. C'est la forme extrême de la dissuasion, où les bénéfices d'une attaque seraient invalidés par les pertes, puisqu'il y aurait annihilation de chacun des belligérants. Il est donc nécessaire pour chaque belligérant de disposer d'un arsenal d'armes de destruction massive suffisant pour annihiler l'ennemi.
Cette stratégie est une forme d'équilibre de Nash, dans lequel chacune des parties ne peut rompre l'équilibre qu'en s'exposant à être détruit.

## Doctrine
La doctrine sous-entendue par cette expression s'analyse comme la capacité pour chaque bloc d'annihiler l'autre par une attaque nucléaire massive en cas d'agression : le premier qui tente de détruire l'autre est en quelque sorte assuré d'être détruit à son tour, annulant complètement l'intérêt d'une telle attaque. Les puissances constituées représentaient des forces de destruction capables de « faire sauter plusieurs fois la planète », selon une expression populaire très en vogue à l'époque, en cas de guerre nucléaire. Les Américains renoncent donc à la doctrine des « représailles massives » pour celle d'une « riposte graduée ».

## Développement de l'arme nucléaire

Malgré leurs accords de limitation de têtes nucléaires, le stock d'armement nucléaire des deux superpuissances reste très important.

C'est en invoquant cette doctrine que, durant la guerre froide, les deux superpuissances qu'étaient les États-Unis et l'Union soviétique ont développé un stock d'armes nucléaires leur permettant de se détruire mutuellement et éviter qu'une « première frappe » adverse ne les désarme.
Dès le 4 octobre 1957, grâce au lancement de Spoutnik 1, le premier satellite artificiel, les Soviétiques montrent aux Américains qu'ils sont capables de lancer des missiles intercontinentaux.
Le développement de sous-marins nucléaires lanceurs d'engins (SNLE) a permis aux deux camps d'avoir une capacité de « seconde frappe » en cas d'attaque nucléaire de l'autre camp.
La quantité d'armements accumulés et déployés de part et d'autre a conduit à tenter de nombreuses négociations, avant de parvenir à des accords de désarmement partiels (par exemple les accords SALT ou de négociations sur la limitation des armements stratégiques à partir de 1969).

## Dans la fiction

### Cinéma
- Dans Le Dernier Rivage (1959) de Stanley Kramer.
- Dans Docteur Folamour (1963) de Stanley Kubrick.
- Dans Point limite (1964) de Sidney Lumet.
- Dans Wargames (1983) de John Badham.
- Dans Threads (1984) de Mick Jackson (faux documentaire).

### Télévision
- Dans le téléfilm Le Jour d'après (1983) de Nicholas Meyer.
- Dans le téléfilm USS Charleston, dernière chance pour l'humanité (2000) de Russell Mulcahy, remake du film Le Dernier Rivage.
- Dans la série Doctor Who (saison 7, épisode 8) un épisode à pour titre francophone « Destruction mutuelle assurée », en référence à cette doctrine militaire.

### Jeux vidéo
- Dans Metal Gear Solid: Peace Walker (2010).